# Hylettus alboplagiatus
Hylettus alboplagiatus är en skalbaggsart som först beskrevs av White 1855.  Hylettus alboplagiatus ingår i släktet Hylettus och familjen långhorningar. Inga underarter finns listade i Catalogue of Life.